# Igre na skelama (1961.)
Igre na skelama je hrvatski dugometražni film iz 1961. godine.

## Glumačka postava
- Sonja Krajšek kao Bojana
- Slobodan Dimitrijević kao Štasa
- Ljubiša Samardžić kao gvardijan
- Zoran Benderić kao Gogo
- Sulejman Lelić kao Puk
- Manja Golec kao Rosana
- Alice Pazzini kao Beba
- Ajša Mešić kao Jasna
- Tatjana Lučić kao Vera
- Veljko Maričić kao Bojanin otac
- Ivica Kunej kao Boris
- Željka Marković kao srednjoškolka
- Štefka Drolc kao Bojanina majka
- Vladoša Šimčić kao Štasina majka
- Nadan Magovac
- Mladen Šerment kao naplačivać karata
- Branko Miklavc kao gost na večeri
- Vanja Timer kao gospođa koja isprobava šešir
- Vladimir Leib kao vlasnik streljane
- Duka Tadić kao taksist
- Vera Misita kao gošća na večeri #1
- Branka Strmac kao gošća na večeri #2
- Vera Orlović kao gospođa na prozoru
- Vlado Štefulj